# Iranska umetnost
Perzijska umetnost ali Iranska umetnost ima eno najbogatejših umetnostnih dediščin v svetovni zgodovini in zajema veliko disciplin, vključno arhitekturo, slikarstvo, tkanje, lončarstvo, kaligrafijo, obdelavo kovin in kamnoseštvo. Obstaja tudi zelo živahna iranska moderna in sodobna umetniška scena.

## Perzijska likovna umetnost

### Perzijske preproge
Umetnost tkanja preprog ima v svoje korenine v kulturi in običajih ljudi in njihovih instinktivnih občutkih. Tkalci mešajo elegantne vzorce z nešteto barvami. Iranske preproge so podobne perzijskemu vrtu: polne rož, ptic in zveri.
Barve so običajno narejene iz divjih rastlin in so bogate z odtenki, kot so bordo, temno modra barva in poudarjena slonovina. Proto-tkanina je pogosto najprej oprana v čaju, da zmehča teksturo, kar daje edinstveno kakovost. Odvisno od tega, kje je preproga narejena, se vzorci in modeli razlikujejo. Nekateri odeje, kot so gabbeh in gelim (kilim, ćilim) imajo razliko v teksturi in številu vozlov. Od približno 2 milijona Irancev, ki delajo v trgovini, je 1,2 milijona tkalcev, ki proizvajajo največ ročno tkanih umetniških preprog na svetu. Izvozijo za $ 517.000.000 vrednosti preprog (podatek za leto 2002). 
Izjemne rokodelce v tkanju teh preprog in svilenega tekstila so tako opazili že Xuanzang (c. 602 – 664), Jean-Baptiste Tavernier (1605 – 1689) in Jean Chardin (1643 – 1713)

### Slikarstvo in miniature
Jame v iranski provinci Lorestan kažejo naslikane podobe živali in lovske prizore. Nekatere, kot so tiste v provinci Fars in Sialk, so stare vsaj 5000 let.
Slikarstvo v Iranu naj bi doseglo vrhunec v času Timur Lenka, ko so izjemni mojstri, kot so Kamaleddin Behzada iznašli nov slog slikanja.
Slike iz obdobja Kadžar so kombinacija evropskih vplivov in Safavidske šole miniaturnega slikarstva, kot so tiste, ki jih je uvedel Reza Abbasi. Mojstri, kot so Kamal-ol-Molk, še dodatno uvajajo evropski vpliv. Med obdobjem Kadžar se je pojavilo "kavarniško slikarstvo". Predmeti tem slogu so bili pogosto religiozne narave, upodabljali so prizore iz šiitskih epov in podobno.

### Lončarstvo in keramika
Znani arheolog Roman Ghirshman meni, da je "okus in talent iranskega ljudstva mogoče videti skozi modele njihovih lončenih izdelkov".
Iz tisočev arheoloških spomenikov in zgodovinskih ruševin v Iranu, lahko skoraj vsak ugotovi, da so bile napolnjene z lončeno izjemne kakovosti. Tisoče samo edinstvenih vrčev so našli v nahajališčih Sialk in Jiroft.
Poklic lončar (kuzeh gar) ima posebno mesto v perzijski literaturi.

### Glasba
Tekom zgodovini Irana se je razvil edinstvena značilna glasba, ki jo spremljajo številni glasbeni instrumenti, od katerih jih je več, ki so prvi prototipi nekaterih sodobnih glasbil.
Najstarejše omembe glasbenikov v Iranu se nahajajo v Suzi in Elamu v 3. tisočletju pred našim štetjem. Reliefi, kipi in mozaiki, kot so tisti v Bišapurju iz antičnega obdobja prikazujejo živahno glasbeno kulturo.
Perzijska glasba v svoji sodobni obliki ima začetke v času  Naser al-Din šaha, ki je odredil odprtje "Hiše obrti", kjer na bi bili vsi mojstri za oblikovanje instrumentov zbrani in vadili za svoj nastop.

### Književnost
Perzijska književnost je daleč najbolj krepko izražanje iranskega genija. Medtem ko obstajajo zanimive dela v prozi, je poezija tista, kjer iranska literatura sije najbolj. Cvetela je v obdobju več kot tisočletja, bila je cenjena in posnemali so jo tudi izven meja iranske domovine. Literatura iranskih neposrednih in pred kratkim izgubljenih ozemelj na Kavkazu (predvsem Azerbajdžan), kakor tudi Turčija in Mogulski imperij se je razvila pod njegovim vplivom.
Nekaj opaznih iranskih pesnikov: Firdusi, Omar Hajam, Hafis, Attar (tudi Farīd ud-Dīn), Sa'di, Nizami Ganjavi, Sanai, Rudaki,  Rūmī, Jami in Mohammad-Hossein Shahriar.

### Oblikovanje okolja

#### Arhitektura
Iranska arhitektura je izjemno starodavna perzijske tradicija in dediščina. Kot Arthur Pope pravi, da je »smiseln vpliv perzijske arhitekture vsestranski. Ni velikanska ampak dostojanstvena, veličastna in impresivna«.

#### Perzijski vrtovi
Tradicija in slog v oblikovanju perzijskih vrtov (perzijščina باغ ایرانی) je vplivala na oblikovanje vrtov v Andaluziji, v Indiji in drugod. Vrtovi Alhambre prikazujejo vpliv perzijske filozofije paradiža in slog v mavrski palači iz dobe Al Andaluz v Španiji. Tadž Mahal je eden največjih interpretacij perzijskih vrtov v svetu, iz obdobja Mogulskega imperija v Indiji.

### Kaligrafija
Pisatelj Will Durant pravi: "Stari Iranci z abecedo iz 36 črk, uporabljajo kože in pero za pisanje, namesto glinastih tablic". Takšna je bila kreativnost uporabljena za umetnost pisanja. Pomen umetnosti kaligrafije v delih lončarstva, kovinskih predmetov in zgodovinskih zgradb je tak, da velja za pomanjkljivo, če je brez dekoracije v kaligrafiji.
Iluminirani tokopisi in še posebej Korana in dela, kot so Šahname, Divan Hafez, Golestan, Bostan in druga, so priznana kot zelo dragocena samo zaradi svojo občutljive kaligrafije. Ogromne količine so razpršene in se hranijo v muzejih in zasebnih zbirkah po vsem svetu, kot so muzej Ermitaž v Sankt Peterburgu in Freer Gallery of Art v Washingtona umetnosti med mnogimi drugimi. Slogi so:
- Shekasteh
- Nasta'liq
- Naskh
- Mohaqqaq

### Ploščice
Ploščice so edinstvena značilnost modre mošeje. V starih časih sta bila Kãshãn (kaš + an dobesedno pomeni 'dežela ploščic') in Tabriz dva znana centra iranskih mozaikov in industrije ploščic.

### Perzijski izdelki
- Navdih od prednikov nomadskih plemen (geometrijskimi motivi, ki se uporabljajo v kilimih ali gabbehih).
- Islamski vpliv z naprednimi geometrijskimi raziskavami.
- Orientalske osnove, tudi najdene v Indiji ali Pakistanu

#### Izdelki iz kovin (Ghalam-zani)
Graviranje je izraz za razmeroma redko, a umetniško obdelavo kovin s kovanjem zlata ali srebra (ali drugih materialov), s cizeliranjem pa ustvarjajo drobne reliefe ali majhne vrezane vzorce.

#### Khatam-kari
Občutljiva in natančna intarzija, proizvedena od obdobja Safavidov: v tem času je bil khatam tako priljubljen na dvoru, da so se knezi učili te tehnike enako kot glasbe ali slikarstva. V 18. in 19. stoletju se izdelava je katahma zmanjšala, nato pa so jo obudili pod vladavino šaha Reza Pahlavija, z ustanovitvijo obrtne šole v Teheranu, Isfahanu in Širazu. Khatam pomeni inkrustacija in "Khatam-Kari" (perzijsko: خاتمکاری), "inkrustirano delo". Ta obrt je sestavljena iz proizvodnje inkrustiranih vzorcev (običajno v obliki zvezde), s tankimi koščki lesa (ebenovina, tikovina, krhlika (ziziphus), pomaranča, vrtnica), medenine (za zlate dele), kamelje kosti (beli deli). Slonokoščena barva, zlato ali srebro se lahko uporablja tudi za zbirateljske predmete. Koščki so sestavljeni v trikotnih tramičih  in prilepljeni, da bi ustvarili valj premera 70 cm, katera presek je glavni motiv: šest-polj zvezd je vključenih v šesterokotnik. Ti valji so narezani na krajše valje, nato stisnjeni in posušeni med dvema lesenima ploščama, preden se narežejo v 1 mm široke koščke. Ti odseki so pripravljeni da se nalepijo na predmet, ki ga je potrebno dekorirati, nakar se konča z lakiranjem. Koščke se lahko zmehča tudi s segrevanjem, da se jih ovije okoli predmetov. Na ta način se lahko okrasi: dekorativne škatle za nakit, šahovnicah, pipe, mize, okvirje ali celo glasbila. Khatam se lahko uporablja na perzijskih miniaturah, kar še poudari umetniško delo.
Tehnika je uvožene iz Kitajske in izboljšana s perzijskim znanjem, obstaja že več kot 700 let in je še vedno trajnica v Širazu in Isfahanu.

#### Mina-kari
Emajlirana dela in okraševanje kovin s pisanimi in žganimi nanosi je eden izmed uglednih tečajev umetnosti v Isfahanu. Mina je definirana kot neke vrste posteklina z barvnim premazom, ki se lahko stabilizirana s toploto na različne kovine, predvsem baker. Precej se uporablja industrijsko za proizvodnjo kovinskih in higienskih posod, veliko pozornosti pa so ji posvetili tudi slikarji, zlatarji in kovinskih graverji. V svetu poznajo tri vrste:
1. slikarski emajl
2. Charkhaneh ali šah kot emajl
3. votli emajl

Nekaj več slikarskega emajla je v Isfahanu, v nekateri ostalih muzejih v Iranu in v tujini. Iranski umetniki so se zanimali za to stroko in jo uporabljali v svojih kovinskih izdelkih v času Ahemenidov in dinastije Sasanidov. Emajl je tako občutljiva, da ni veliko ostalo od antičnih časov. Nekateri dokumenti kažejo, da je prišlo do izjemne razširjenosti po vsem islamskem svetu v času Seldžuške, Safavidske in Zandijske dinastije. Večina emajlirane posode povezanih s preteklostjo, pripada Kadžarskemu cesarstvu med letoma 1810-1890. Znani so tudi nekateri uhani. Obročki, škatle, glave pip, vaze in zlato posodje z lepimi vzorci v modri in zeleni barvi je iz tega časa, nato je nastala petdeset letna stagnacija zaradi prve svetovne vojne in socialne revolucije. Emajl rdeče barve je ponovno v umetnost uvedel Ostad Shokrollah Sani'e zadeh, izjemen likar iz Isfahana leta 1935, nakar je to trajalo štirideset let.
Po nekaj letih stagnacije se je od leta 1992 ta umetnost spet obudila. Isfahanski umetniki, ki se zgledujejo po svojih tradicionalnih načrtih uporabljajo arabeske khataii (cvetje in ptice), ognjevarne premaze in posebne ščetke. Emajlirane predmete znova pečejo na petsto stopinj. To povzroči emajlirani sliki, da se stabilizira na podlanko, kar ustvarja poseben "svetleč" učinek. Večina današnjega emajla je na posodi, vazah, škatlah in okvirjih v različnih velikosti.

### Relief in skulpture
Relief sega tisoče let v zgodovino. Elamitske reliefe je še vedno mogoče najti v Iranu, Perzepolis je izjemen primer antičnih reliefov.

### Druga ročna dela
- Galesh (گالش) je tradicionalna obutev Irana, vedno ročno tkana in s posebnimi tkaninami.
- Ghalamkar (perzijsko:. قلمکار Qalamkaar tudi qalamkar, kalamkar) je vrsta potiskane tkanine.Tkanina je potiskana z lesenimi žigi. [2] V Indiji je znana kot kalamkari, v bistvu je tip ročno poslikanega bombažnega tekstila.
- Giveh je neke vrste mehek, udoben, trajen in ročno sešit čevelj znan v več delih Irana, zlasti na podeželju in v gorskih območjih province Kermanshah. Centra izdelave sta dve pokrajini: Yazd in Kermanšah.

- Iranski Termeh (perzijščina: ترمه) je vrsta iranskega ročnega tkanja, proizvedenega predvsem v provinci Yazd. Tkanje Termeh zahteva dobro blago z visokimi vlakni. Termeh tke strokovnjak s pomočjo delavca imenovanega "Goushvareh-Kesh". Tkanje Termeh je občutljivo, previdno in dolgotrajno; dober tkalec lahko proizvede le 25 do 30 cm v enem dnevu. Barve ozadja, ki se uporabljajo v Termeh so žižola rdeča, svetlo rdeča, zelena, oranžna in črna. Termeh je bil občudovan skozi vso zgodovino.
- Perzijsko draguljarstvo; Iran (Perzija) ima izjemen zaklad kraljevskega nakita, vključno z obilno količino biserov iz Perzijskega zaliva. Iranski kronski dragulji so ena največjih, najbolj bleščečih in dragocenih zbirk nakita na svetu. Dragulji so prikazani v trezorjih centralne banke Iran v Teheranu in so ena najbolj privlačnih turističnih znamenitosti.
- Qalamkari; Kalamkari (telugijščina: కలంకారి) ali Qalamkari je vrsta ročno poslikanega ali natisnjenega bombažnega tekstila, proizveden v delih Indije in v Iranu. Beseda izvira iz perzijske besede ghalam (pero) in kari (izdelan), kar pomeni risanje s peresom (Ghalamkar).